# Operazione oro (EP)
Operazione oro è il secondo EP della cantautrice italiana Joan Thiele, pubblicato il 19 marzo 2020.

## Descrizione
Il progetto discografico si compone di otto tracce scritte dalla stessa cantautrice con la collaborazione di autori e produttori, tra cui Stefano Tognini, in arte Zef.

## Tracce
1. Le vacanze – 3:29
2. Puta – 3:19
3. Sempre la stessa – 2:46
4. L'attesa - Skit – 0:48
5. Viso blu – 3:53
6. Medicine – 3:12
7. Bambina – 3:54
8. La rivelazione - Skit – 0:39